# Ceratophysella mosquensis
Ceratophysella mosquensis är en urinsektsart som först beskrevs av Becker 1905.  Ceratophysella mosquensis ingår i släktet Ceratophysella och familjen Hypogastruridae. Inga underarter finns listade i Catalogue of Life.